# 海部車站
海部站（日语：／ Kaifu eki */?）是一位於日本四國德島縣海部郡海陽町、屬阿佐海岸鐵道的鐵路車站。
本站原本是JR四國牟岐線與地方第三部門鐵路業者阿佐海岸鐵道所屬的阿佐東線之邊界站，是牟岐線的終點，亦是阿佐東線的起點站。因應阿佐海岸鐵道打算導入雙模式車輛（DMV），於2020年11月1日撥歸於阿佐海岸鐵道，JR四國自此退出本站。

## 車站結構
本站採用簡易車站模式，開站時並沒有興建站房，乘客純綷由路面沿樓梯直上至高架路段上的月台而已。月台上亦只設有簡單的有蓋候車亭。1995年，未合併前的海部町役場在橋下興建了一座單層的木建築物作為觀光中心，由這時起，觀光中心亦被委託協助發售車票及站務工作事宜。一直至2016年改為町民交流中心後，委託服務也停止了。
而在往月台的樓梯旁邊，則豎立了由前厚生大臣森下元晴題字的「阿佐海岸鐵道開通記念之碑」。沿天橋可直達2號月台，往1號月台則沿平交道橫越路軌往對面月台。

### 月台
為對應DMV的高度，原來的列車月台被棄用，並在舊月台的北端末端另建兩個非對稱、附無障礙斜道的側式月台，並以原有的平交道連接。當中往阿波海南方向的上行月台，是建於通往舊2號月台的路軌上。基於現時實質班次的狀況，原來的轉轍器及部份通往舊2號月台的路軌被拆去，而舊2號月台旁的路軌則獲保留，並將已退出營運的101號列車停泊在此作靜態保留。
新月台不使用編號，而是一律以「往○○方向月台」（○○行のりば）標示。
| 月台         | 路線      | 方向 | 目的地       |
| ------------ | --------- | ---- | ------------ |
| （上行月台） | ■阿佐東線 | 上行 | 阿波海南方向 |
| （下行月台） | ■阿佐東線 | 下行 | 甲浦方向     |

#### 列車時期

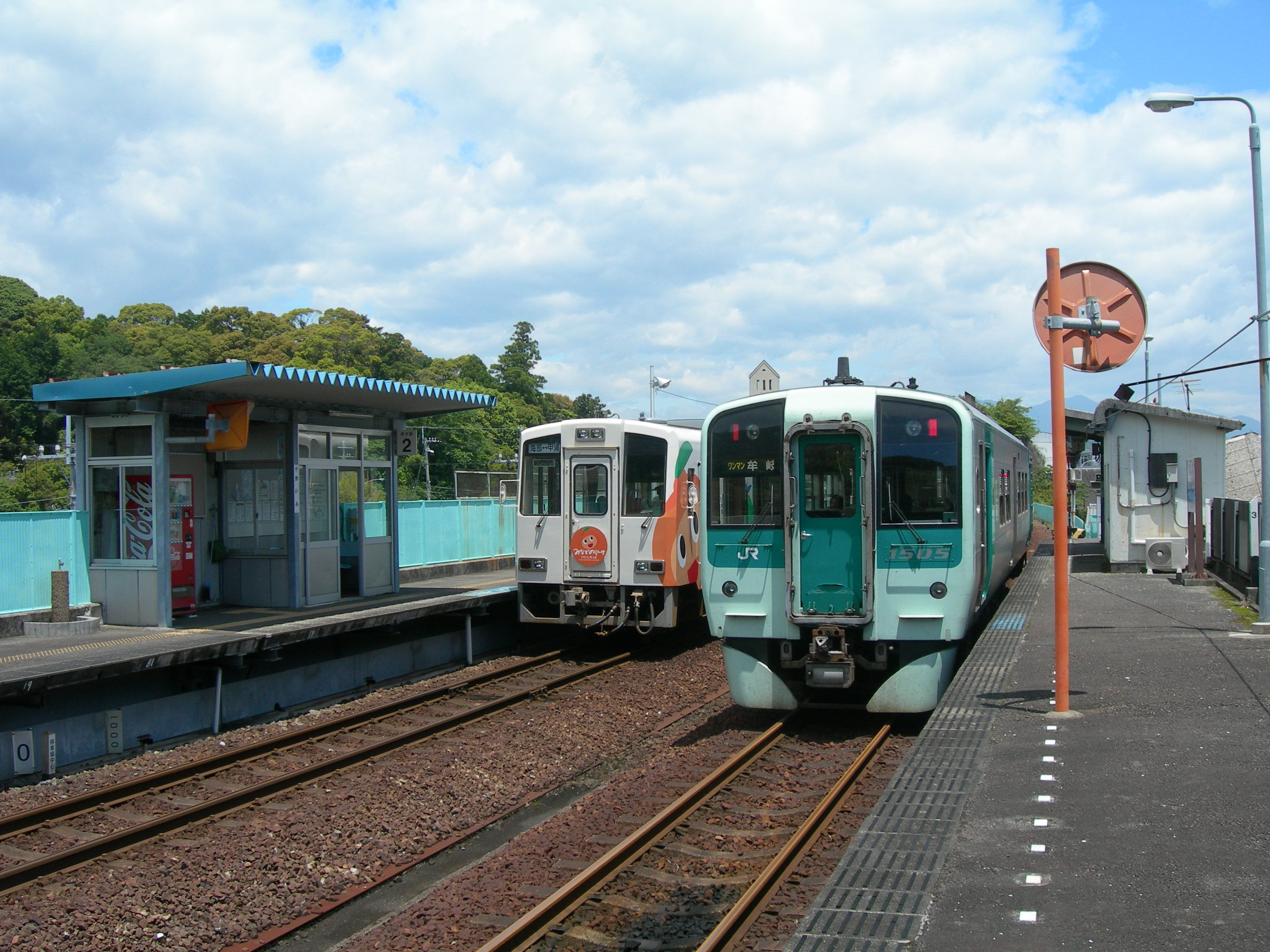
列車時代兩邊月台均停靠著列車。

共設有兩個側式月台，提供2線2面的配置。1973年建成時只設有1面1線，當阿佐東線開通時則增至2線2面。月台上各設有有蓋候車室，位處近阿波海南方向。兩邊月台以平交道連接，同樣位於月台末端向阿波海南方向。
JR四國撤出前，所有列車皆停靠於1號月台上，有效長度為3輛；而2號月台則由阿佐海岸鐵道使用，有效長度為2輛。
過往JR列車直通至阿佐東線時，列車便會駛入2號月台，但隨2019年兩公司不再互相直通後，有關安排已不再存在。同樣，過往亦存在有本站開出的特急列車服務，惟來回牟岐站間的部份則設定為普通列車，停靠沿途各站，因客量過少，2019年隨時間表改正時一度取消，但2020年時間表改正時則重新恢復，直至DMV改善工程開展時再度停止。
| 月台 | 路線      | 方向 | 目的地       |
| ---- | --------- | ---- | ------------ |
| 1    | ■阿佐東線 | 上行 | 阿波海南方向 |
| 2    | ■阿佐東線 | 下行 | 甲浦方向     |

## 歷史
- 1973年10月1日：日本國鐵海部車站啟用。
- 1987年4月1日：日本國鐵分割民營化，海部車站的營運由JR四國繼承。
- 1992年3月26日：阿佐海岸鐵道阿佐東線通車，並開始與牟岐線上的列車進行直行營運。
- 1995年：高架橋下開始了海部町（即現時的海陽町）觀光中心，業務委託化[1]。
- 2015年：觀光中心改為町民交流中心「海部森林」[1]，業務委託化中止。
- 2019年3月16日：隨時間表改正，JR、阿佐鐵互相直通安排及特急列車服務取消。[2][3]。
- 2020年：

- 3月14日：隨時間表改正，特急形普通列車重新引入。
- 7月18日：因開展阿佐海岸鐵道阿佐東線導入雙模式車輛（DMV）工程，包括本站在內的牟岐站～海部站一段路段須暫停服務，並改以鐵路替代巴士服務服務。
- 8月11日：JR四國向國土交通省四國運輸局提出將本站～阿波海南站一段的牟岐線廢線，實行日期為2021年8月31日。
- 9月29日：獲得國土交通大臣的同意下，國土交通省四國運輸局接納JR四國有關申請，並將廢線日期大幅提早至本年10月31日。
- 11月1日：本站～阿波海南站一段正式脫離牟岐線，改編入阿佐東線，本站亦轉為阿佐海岸鐵道車站。

- 2021年12月25日：隨DMV投入服務，路段重開及新月台啟用，單線化。

## 利用狀況
| 1日上落人數推斷 | 1日上落人數推斷 |
| 年度            | 1日平均人數     |
| --------------- | --------------- |
| 2020年          | 33              |
| 2021年          | 2               |
| 2022年          | 4               |

## 相鄰車站
阿佐海岸鐵道
■阿佐東線
阿波海南信號場－ 海部－宍喰

## 外部連結
- 阿佐海岸鐵道 - 海部車站 （页面存档备份，存于） （日語）（页面存档备份，存于）
- 阿佐海岸鐵道代行巴士時間表 （日語）（页面存档备份，存于）

33°35′36″N 134°21′7″E / 33.59333°N 134.35194°E